# Узвіз Реп'яхів Яр
Узві́з Реп'яхі́в Яр — вулиця в Шевченківському районі міста Києва, місцевість Реп'яхів яр. Пролягає від вулиці Герцена до нижньої частини Врубелівського узвозу.

## Історія
Виник наприкінці XIX століття як безіменне продовження Малодорогожицької вулиці (згодом — Осіївської, з 1939 року — Герцена).
У 1957 році незабудований відтинок вулиці у бік лікарні імені Павлова набув назву спуск Герцена, на честь російського публіциста Олександра Герцена.
З 1980-х років ця назва офіційно вийшла з ужитку, вулиця на усій протяжності мала назву вулиця Герцена. Неофіційно щодо незабудованої дотепер дальньої частини вулиці іноді вживалася назва узвіз Герцена. В 2010-х роках узвіз знову з'явився в офіційних документах міста: його було включено до офіційного довідника «Вулиці міста Києва» та містобудівного кадастру.
Сучасна назва, що походить від місцевості Реп'яхів яр — з 2023 року.

## Забудова
У березні 2014 року у цій місцевості почалося будівництво багатоповерхового житлового комплексу «Герцен-парк», поштовою адресою якого став узвіз Герцена, 32.